# Absolut Medien
Die absolut Medien GmbH (Eigenschreibweise absolut MEDIEN GmbH) ist ein 1996 gegründeter deutscher Filmverlag mit Sitz in Fridolfing, Bayern. Er wurde von Filmverleihern aus Berlin und München ins Leben gerufen, um deutsche und europäische Filmklassiker im Bereich Spiel-, Experimental- und Dokumentarkino auf VHS und DVD zu verkaufen. Zu diesem Ziel arbeitet absolut Medien mit Partnern wie dem deutsch-französischen Sender arte, dem British Film Institute in London, dem Goethe-Institut, CineGraph, dem Bundesarchiv-Filmarchiv, der Bundeszentrale für politische Bildung, dem Suhrkamp Verlag, der Deutschen Kinemathek – Museum für Film und Fernsehen, den Filmmuseen in Potsdam und Frankfurt/Main, dem CineFest, der Berlinale sowie zahlreichen weiteren deutschen und internationalen Festivals und Stiftungen zusammen.
Absolut Medien hat mit Jahresende 2023 den Betrieb eingestellt. Ein Teil des Programms wird von Grandfilm (Nürnberg) übernommen.

## Programm
Ein Schwerpunkt des Verlags liegt bei osteuropäischen Filmklassikern wie den Filmen von Krzysztof Kieślowski und Andrei Tarkowski und vor allem bei Filmen über deutsche Geschichte und Filmgeschichte. So kam es zu den Filmeditionen von Filmemachern wie Oskar Fischinger, Hans Richter, Lotte Reiniger, Monika Treut, Erwin Leiser und Peter Pewas. In der Reihe Die großen Dokumentaristen erschienen ausführlich kommentierte Editionen von Joris Ivens, Harun Farocki, Klaus Wildenhahn, Lutz Dammbeck, Hans-Dieter Grabe sowie der Stuttgarter Dokumentarfilm-Schule.
Auch Bertolt Brechts Filmarbeit Kuhle Wampe oder: Wem gehört die Welt?, die 45-jährige Langzeitdokumentation Die Kinder von Golzow von Barbara und Winfried Junge, Romuald Karmakars kontroverse Hamburger Lektionen und die Holocaust-Dokumentationen Shoah und Warum Israel von Claude Lanzmann werden angeboten. Zudem gibt es Editionen zur Geschichte des deutschen Animationsfilms, historische Dokumentationen und unbekannte deutsche Stummfilme.

## Vertrieb
Neben Veröffentlichungen auf VHS, DVD und Blu-Ray besteht ein kostenpflichtiges Downloadangebot unter dem Namen absolut on demand.
Die von absolut Medien herausgegebenen Filmessays von Alexander Kluge, Hans Magnus Enzensberger, Jean-Luc Godard, Max Frisch und Gilles Deleuze sind regelmäßig Thema in den Feuilletons, darüber hinaus wird der Verlag und seine kuratorische Arbeit an Filmklassikern in film- und medienwissenschaftlichen Publikationen behandelt.
So schrieb die Augsburger Allgemeine anlässlich der deutschen Edition des Films Die Generallinie von Sergei Eisenstein: „Arte und absolut Medien ist zu verdanken, dass die rekonstruierte und möglichst originalgetreue Fassung – ebenso wie weitere Klassiker der für unser modernes Kino so wegweisenden russischen Avantgarde – auf DVD erhältlich ist.“ Zudem bescheinigte der Radiosender MDR Kultur dem Verlag angesichts der Erstausgabe der Dreigroschenoper von G.W. Pabst „wegen der exzellenten und informativen Boni eine der besten DVDs des Jahres, die einen Filmklassiker wieder aufleben lässt und gleichzeitig auch filmgeschichtliche Besonderheiten und Kuriositäten wie die der Sprachfassungen vermittelt“. Die Berliner Zeitung hob die „sorgfältig restaurierte Fassung“ von The Birth of a Nation hervor und lobte die „längst überfällige, grandiose DVD-Edition“ des Dokumentaristen Joris Ivens; Michael Pekler nannte die Ivens-Edition in der Filmzeitschrift Ray ein „Musterbeispiel einer sorgsamen, jahrelang vorbereiteten Edition“ und „eine der wichtigsten DVD-Editionen dieses Jahres“; und die Filmfachzeitschrift Splatting Image bezeichnete die arte-Reihe bei absolut Medien als „inzwischen die wichtigste hiesige Stummfilm-Edition“ und schrieb zu den bei absolut Medien erschienenen Filmen Andrei Tarkowskis: „Dank an das Berliner Label für den Vorstoß – auch im Fall dieser Regielegende war die allgemeine deutsche Situation bisher völlig desolat.“